# Contea di Accomack
La contea di Accomack (in inglese Accomack County) è una contea della Virginia, USA. Il capoluogo è Accomac. La contea fu creata nel 1671.

## Geografia fisica
La contea copre un'area totale di 1 808 km², 1 756 km² di terre e 52 km² di acqua.
Insieme alla contea di Northampton non confina fisicamente con il resto dello Stato, ma è posta nella penisola di Delmarva, confinando a nord con lo Stato del Maryland.

## Società

### Evoluzione demografica
Al censimento del 2000 contava 38 305 abitanti (10 388 famiglie) e 19 550 unità abitative (17 per km²). La componente etnica era per l'63.38% caucasici, 31.56% afroamericani, 5.38% ispanici, 0.33% nativi americani, 0.22% asiatici.
Il 24.30% della popolazione era sotto i 18 anni, il 16.70% sopra i 65 anni.
Il reddito procapite si attesta sui 16 309 dollari. Il 18.00% della popolazione è sotto la soglia di povertà.

## Città e paesi
- Accomac
- Belle Haven
- Bloxom
- Chincoteague
- Hallwood
- Keller
- Melfa
- Onancock
- Onley
- Painter
- Parksley
- Saxis
- Tangier
- Wachapreague